# Tetrafluoruro de germanio
El tetrafluoruro de germanio (GeF4) es un compuesto químico de germanio y flúor. Este gas incoloro se forma por reacción de germanio con flúor o dióxido de germanio (GeO2) con ácido fluorhídrico (HF). El difluoruro de germanio puede ser sintetizado por reacción de tetrafluoruro de germanio con germanio en polvo a 150-300 °C.

## Síntesis
Se puede preparar por reacción de germanio con flúor o fluoruro de hidrógeno:
Ge + 2 F2 → GeF4
También se forma durante la descomposición térmica de una sal compleja, Ba [GeF6]
Ba (GeF6) → GeF4 + BaF2

## Propiedades
Tetrafluoruro de germanio es un gas no combustible con un humo olor a ajo. Reacciona con el agua para formar ácido fluorhídrico y dióxido de germanio. La descomposición molecular se produce a temperaturas superiores a 1000 °C.

## Usos
En combinación con disilano, tetrafluoruro de germanio se utiliza en la síntesis de SiGe.